# 手機廣告
手機廣告是利用手機來作為傳送廣告訊息的發送平台，它主要有兩種發送的型式:一種是廣告主針對特定的目標族群主動發送訊息給消費者；而另外一種形式為消費者本身主動跟廣告商索取訊息。

## 前言
廣告的演進歷史從傳統廣告到網路廣告至行動廣告、手機廣告，根據資策會FIND在2009年所提供的資料顯示台灣在2009年的行動媒體廣告量成長14.3%，是所有媒體中成長量最高的，而且從資策會針對臺灣市場所做的，指出目前網路廣告、網路行銷仍為廣告主最喜愛的廣告方式，但其中成長幅度最高的卻是手機廣告，因為它具備很高的隱密性，也由於手機有很好的隱密性功能使它成為一種非常好的行銷手段。

## 訊息格式
主要傳送廣告訊息的格式：語音訊息、簡短訊息服務、多媒體簡訊服務。而根據國際研究機構Gartner公佈的2008年全球行動廣告的投資額已經達到了27億美元，且其中有90%來自於SMS和MMS（Gartner，2008）兩類格式，顯示出此兩種發送格式佔了極大部分。

## 發送形式
由於手機廣告受到螢幕大小的限制，不像傳統廣告和網路廣告較不受螢幕大小的限制，因此適合手機廣告訊息的形式主要是內容贊助或贈品、折價劵和目錄等。

## 優點
由於手機是非常個人化的隨身用品且具備即時和互動性，因此廣告商利用手機作為廣告平台，可以針對目標族群作溝通，有效發揮分眾、精確行銷的特質，讓業主的行銷預算花得更有效率，相較於傳統廣告有低成本、互動、高效率、高品質、加值的服務等。手機廣告最大的優點是具備在對的時間、對的地點，提供對的服務給對的人之能力，故為相當具有發展性的行銷工具。

## 結論
手機廣告算是近年來最新的一種廣告方式，且根據調查，有近九成的民眾會因為看到手機廣告促銷訊息而產生購物衝動，這代表消費者不排斥此廣告方式，特別是當廣告內容與自身的需求相同時，更會讓消費者產生興趣進而產生購買行為，所以企業主若能把握消費者興趣所在，未來手機廣告勢必將會成為一股潮流。